# Амстиславский, Сергей Яковлевич
Сергей Яковлевич Амстиславский (род. 5 января 1960) — российский учёный, доктор биологических наук, эмбриолог, заведующий сектором криоконсервации и репродуктивных технологий Института цитологии и генетики СО РАН.

## Биография
Родился 5 января 1960 года.
В 1982 году окончил Новосибирский государственный университет.
В 1983—1986 годах учился в аспирантуре НГУ.
В 2006 году защитил докторскую диссертацию в Институте систематики и экологии животных СО РАН.
В 2008—2009 годах проходил обучение в аспирантуре Университета Восточной Финляндии (учёная степень — Ph.D).

## Научная деятельность

### Научные интересы
Эмбриология, крионика, исследования в сфере сохранения генетических ресурсов.

### Научные достижения
В Институте цитологии и генетики СО РАН Амстиславскому и группе учёных впервые в России с помощью экстракорпорального оплодотворения яйцеклетки домашней кошки замороженным семенем дальневосточного лесного кота, красной и евразийской рыси удалось получить жизнеспособный эмбрион — гибрид домашней кошки и дикого исчезающего животного. Замороженное семя было привезено в Новосибирск из Института экологии и эволюции имени А. Н. Северцова.